# La Oreja de Van Gogh en directo, gira 2003
La Oreja de Van Gogh en directo es el primer DVD que La Oreja de Van Gogh edita en directo, resume lo que fue la gira del 2003 por América Latina, España y México. Grabado en San Sebastián, Burgos, Valencia, Sevilla y Málaga, este DVD incluye también los documentales "Historia de un disco" donde se presenta el making off del álbum, grabada en las ciudades anteriores y "GIRA - 2003", donde se cuentan desde las anécdotas hasta la conformación del grupo.

## Certificaciones
| Territorio | Organismo certificador | Certificación | Ventas certificadas |
| ---------- | ---------------------- | ------------- | ------------------- |
| México     | AMPROFON               | Oro           | +10 000             |
| España     | PROMUSICAE             | Oro           | +50 000             |
| Argentina  | CAPIF                  | Platino       | +8 000              |

## Lista de canciones
| N.º | Título                       | Escritor(es)                           | Duración |  |
| 1.  | «Intro»                      | La Oreja de Van Gogh                   | 2:31     |  |
| 2.  | «Puedes contar conmigo»      | Amaia Montero                          | 3:55     |  |
| 3.  | «Deseos de cosas imposibles» | Xabi San Martín                        | 3:12     |  |
| 4.  | «Un Mundo Mejor»             | A. Montero, X. San Martín y P. Benegas | 3:49     |  |
| 5.  | «Cuéntame al oído»           | La Oreja de Van Gogh                   | 3:28     |  |
| 6.  | «Soledad»                    | A. Montero, X. San Martín y P. Benegas | 4:19     |  |
| 7.  | «Vestido azul»               | A. Montero, X. San Martín y P. Benegas | 3:57     |  |
| 8.  | «La esperanza debida»        | A. Montero, X. San Martín y P. Benegas | 4:17     |  |
| 9.  | «Geografía»                  | Xabi San Martín                        | 3:06     |  |
| 10. | «El 28»                      | La Oreja de Van Gogh                   | 4:41     |  |
| 11. | «Adiós»                      | A. Montero, X. San Martín y P. Benegas | 3:52     |  |
| 12. | «Pop»                        | A. Montero, X. San Martín y P. Benegas | 3:48     |  |
| 13. | «Cuídate»                    | A. Montero, X. San Martín y P. Benegas | 3:07     |  |
| 14. | «Rosas»                      | Xabi San Martín                        | 3:55     |  |
| 15. | «París»                      | A. Montero, X. San Martín y P. Benegas | 3:44     |  |
| 16. | «La playa»                   | Xabi San Martín                        | 6:32     |  |
| 17. | «20 de enero»                | A. Montero, X. San Martín y P. Benegas | 3:36     |  |
| 18. | «Bonustrack»                 | A. Montero, X. San Martín y P. Benegas | 3:41     |  |

## Videoclips
- Cuidate
- París
- La playa
- Pop
- Mariposa
- Puedes contar conmigo
- Rosas
- 20 de Enero

## Tras la grabación
- Se editó el sencillo de Rosas en directo, aunque solo promocional.
- Primero se editó una versión de solo el DVD, más tarde una con un CD (exactamente el mismo repertorio que el DVD) y el DVD ambas al mismo precio, por lo que Xabier San Martín dijo -El último DVD de la compañía es una estafa.
- Los Videoclips de Deseos de cosas imposibles y Vestido azul se extrajeron del DVD en directo.
- La edición del audio fue tanta que llega a parecer de estudio, como ejemplo en Pop se puede leer en los labios de Amaia. Inclusive hay canciones que tuvieron que se regrabadas en el estudio Eurosonic de Madrid para una correcta visualización.
- Durante los conciertos que fueron elegidos para grabarse para el DVD, la propia Amaia decía la razón de utilizar el mismo vestuario , para que pareciese que todos los videos son de un solo concierto.

- Datos: Q3821022